# Forcipomyia eques
Forcipomyia eques är en tvåvingeart som först beskrevs av Oskar Augustus Johannsen 1908.  Forcipomyia eques ingår i släktet Forcipomyia och familjen svidknott. Inga underarter finns listade i Catalogue of Life.